# RS-14 Temp-2S

Nákres systému RS-14 Temp-2S

RT-21 Těmp 2S (výrobní označení 15Ž42) byla mobilní mezikontinentální balistická střela vyvinutá v Sovětském svazu během studené války. V rámci NATO dostala označení SS-16 Sinner. 
RT-21 byla první mobilní mezikontinentální raketou vyvinutou v Sovětském svazu. Její inovativní koncept a design vytvořil Alexandr Nadiradze. Základní koncept SS-16 posloužil i v dalších Nadiradzeho projektech, například u RT-21M Pioněr (SS-20 Saber). Program se však utápěl v úředních komplikacích a nakonec nebyla pravděpodobně střela RT-21 vůbec operačně nasazena. V polovině osmdesátých let byl program zrušen. Skladovací doba na mobilním odpalovacím zařízení byla 5 let, doba přípravy ke startu 40 minut.